# Międzynarodowy Festiwal Brydża Sportowego „Solidarność” w Słupsku
Międzynarodowy Festiwal Brydża Sportowego „Solidarność” – jeden z największych polskich festiwali brydża sportowego o międzynarodowych zasięgu, odbywający się co roku w okresie letnim w Słupsku

## Historia
Festiwal powstał pod egidą Zarządu Regionu Słupskiego NSZZ „Solidarność” oraz znanych brydżystów. Pierwsze rozgrywki odbyły się latem 1991. Następnie rokrocznie odbywały się kolejne edycje. Od 1996 festiwal poświęcony jest pamięci arcymistrza Henryka Wolnego. Obecnie organizatorem rozgrywek jest Stowarzyszenie Międzynarodowy Festiwal Brydża Sportowego „Solidarność”.

## Nagrody
Nagrodą główną w punktacji długofalowej festiwalu jest samochód osobowy. Całkowita pula nagród wynosi 200 tysięcy złotych.

## Zwycięzcy w punktacji długofalowej
- I (1991) – ?
- II (1992) – C. Balicki
- III (1993) – A. Kowalski
- IV(1994) – A. Wilkosz
- V(1995) – J. Pszczoła
- VI(1996) – W. Buze
- VII(1997) – J. Zaremba
- VIII(1998) – J. Zaremba
- IX(1999) – W. Buze
- X(2000) – A. Kowalski
- XI(2001) – J. Piekarek
- XII (2002) – W. Buze
- XIII (2003) – M. Markowski
- XIV(2004) – B. Gierulski
- XV (2005) – C. Balicki
- XVI (2006) – J.Stępiński
- XVII (2007) – K. Buras
- XVIII(2008) – P. Tuszyński

## Ciekawostki
Na festiwalu pojawiały się znane osobistości świata polityki i show-biznesu, m.in.: premier Jan Krzysztof Bielecki, Marian Krzaklewski, Janusz Śniadek, Jolanta Szczypińska, Jan Pietrzak, Renata Dancewicz.